# Episodi di Follyfoot (prima stagione)
La prima stagione della serie televisiva Follyfoot è stata trasmessa in anteprima nel Regno Unito dalla Independent Television tra il 28 giugno 1971 e il 20 settembre 1971.
| nº | Titolo originale       | Titolo italiano | Prima TV UK       | Prima TV Italia |
| -- | ---------------------- | --------------- | ----------------- | --------------- |
| 1  | Dora                   |                 | 28 giugno 1971    |                 |
| 2  | Steve                  |                 | 5 luglio 1971     |                 |
| 3  | Gypsy                  |                 | 12 luglio 1971    |                 |
| 4  | Shadow                 |                 | 19 luglio 1971    |                 |
| 5  | One White Foot Charley |                 | 26 luglio 1971    |                 |
| 6  | The Charity Horse      |                 | 2 agosto 1971     |                 |
| 7  | Know-All's Nag         |                 | 9 agosto 1971     |                 |
| 8  | Moonstone              |                 | 16 agosto 1971    |                 |
| 9  | Stryker's Good Deed    |                 | 23 agosto 1971    |                 |
| 10 | Mr. She-Knows          |                 | 30 agosto 1971    |                 |
| 11 | The Standstill Horse   |                 | 6 settembre 1971  |                 |
| 12 | Birthday at Follyfoot  |                 | 13 settembre 1971 |                 |
| 13 | A Day in the Sun       |                 | 20 settembre 1971 |                 |